# Hoplolabis areolata
Hoplolabis areolata är en tvåvingeart som först beskrevs av Siebke 1872.  Hoplolabis areolata ingår i släktet Hoplolabis och familjen småharkrankar. Arten är reproducerande i Sverige. Inga underarter finns listade i Catalogue of Life.